# Кілліан Мерфі
Кілліан Мерфі (англ. Cillian Murphy; нар. 25 травня 1976, Корк, Ірландія) — ірландський актор театру і кіно. Колишній співак, гітарист та автор пісень гурту The Sons of Mr. Green Genes. Наприкінці 90-х почав свою акторську кар'єру граючи на сцені, в короткометражних та незалежних фільмах.
Свої перші помітні ролі він зіграв у фільмі «28 днів потому» (2002), в чорній комедії «Розрив» (2003) та в трилері «Нічний рейс» (2005). На міжнародному рівні про Мерфі заговорили після головних ролей у військовій драмі «Вітер, що гойдає ячмінь» (2006) та в трилері «Пекло» (2007). Він також зіграв ірландську жінку-трансвестита в трагікомедії «Сніданок на Плутоні» (2005), за яку був номінований на премію «Золотий глобус».
З 2013 по 2022 роки знімався у кримінальному серіалі «Гострі картузи», де зіграв роль гангстера Томаса Шелбі. Актор починав співпрацю з кінорежисером Крістофером Ноланом у ролі Страхопудала в трилогії про Бетмена (2005—2012), в подальшому зігравши у його наступних фільмах: «Початок», (2010), «Дюнкерк» (2017) і «Оппенгеймер».
Лауреат всіх головних премій «сезону кінонагород» («Оскар», «Золотий глобус», BAFTA, Гільдії кіноакторів) за головну роль у фільмі Крістофера Нолана «Оппенгеймер» (2023).

## Ранні роки й музика
Народився 25 травня 1976, у місті Корк в Ірландії, в сім'ї педагогів: батько актора — Брендан Мерфі, працює в ірландському Міністерстві освіти, а мати викладає французьку мову в школі. Його дід, тітки та дядьки за професією також були вчителями. Кілліан старший із чотирьох дітей, з молодшим братом Пейді та двома сестрами Сайлою та Орлою. Займатися музикою почав у віці 10 років.
Середню освіту отримав у католицькій приватній середній школі під назвою Presentation Brothers College в Корку. У віці 16 років Кілліан потрапив на урок драми, який провів у школі Кілліана Пет Кірнан (Pat Kiernan), артдиректор Театральної компанії Корка (Cork's Corcadorca Theatre Company). Його вчитель англійської мови, поет і романіст Вільям Волл, запропонував йому стати актором, але він мріяв стати рок-зіркою.
Починаючи з двадцяти років, він співав та грав на гітарі у кількох музичних гуртах разом з своїм братом Пейді. Згодом, разом із ним, створив гурт «The Sons of Mr. Green Genes», названої на честь однойменної пісні альбому Hot Rats американського співака Френка Заппи. У гурті Мерфі був солістом і грав на гітарі. Брати отримували п'ять пропозицій від компанії Acid Jazz Records, але кожного разу відмовлялись від контракту, оскільки Пейді досі мав ходити на навчання до школи та їх не влаштовувала мала сума грошей, які б вони отримували за записи.
У 1996 році Мерфі почав вчитися у Національному університеті Ірландії міста Корк на правовому факультеті, однак не здав іспит на першому курсі, оскільки, за його словами, «не мав на це амбіцій». Будучи зайнятим у гурті, вже через декілька днів після вступу до НУІ у нього зникло бажання навчатись на своєму факультеті. Після відвідування вистави «Механічний апельсин» Мерфі почав задумуватись про акторську кар'єру.

## Акторська кар'єра

### Театр
Під час навчання в НУІ Мерфі ходив на прослуховування до Corcadorca Theatre Company і отримав роль у постановці Енди Волша «Дискосвині». Кілліан покинув навчання в університеті і групу. Вистава була популярною, спочатку вона мала тривати три тижні в Корку, проте актори гастролювали в Європі,Канаді та Австралії два роки.
Він брав участь у виставах «Багато галасу з нічого» Вільяма Шекспіра (1998), «Сільський хлопчина» та «Джуно та павич» (1999).
Почав з'являтись у незалежних фільмах, таких як «На межі» (2001). Того ж року була створена кіноверсія «Дискосвині», де Мерфі зіграв головну роль. Також актор зіграв роль у міні-серіалі від ВВС «Дороги, які ми обираємо». У цей же час він переїхав з Корка до Дубліну, проживши там декілька років, та пізніше знову переїхав — на цей раз до Лондону у 2009 році.

### Просування в кар'єрі
Світову популярність йому приніс фільм Денні Бойла «28 днів потому» (2002). Після другорядних ролей у гучних фільмах «Дівчина з перлинною сережкою» (2003) та «Холодна гора» (2003), грає лиходія Джонатана Крейна — Страшилу у стрічці «Бетмен: Початок». 2005 року у фільмі «Нічний рейс» грає негативного героя — спільника терористів, привабливого шантажиста Джексона Ріппнера. Персонаж вийшов яскравим, таким, що запам'ятовується, і викликав набагато більший інтерес, ніж головна, позитивна героїня.
Роль в картині «Сніданок на Плутоні» (2005) принесла акторові багато позитивних відгуків і номінацію на «Золотий глобус» у категорії «Найкращий актор мюзиклу/комедії».

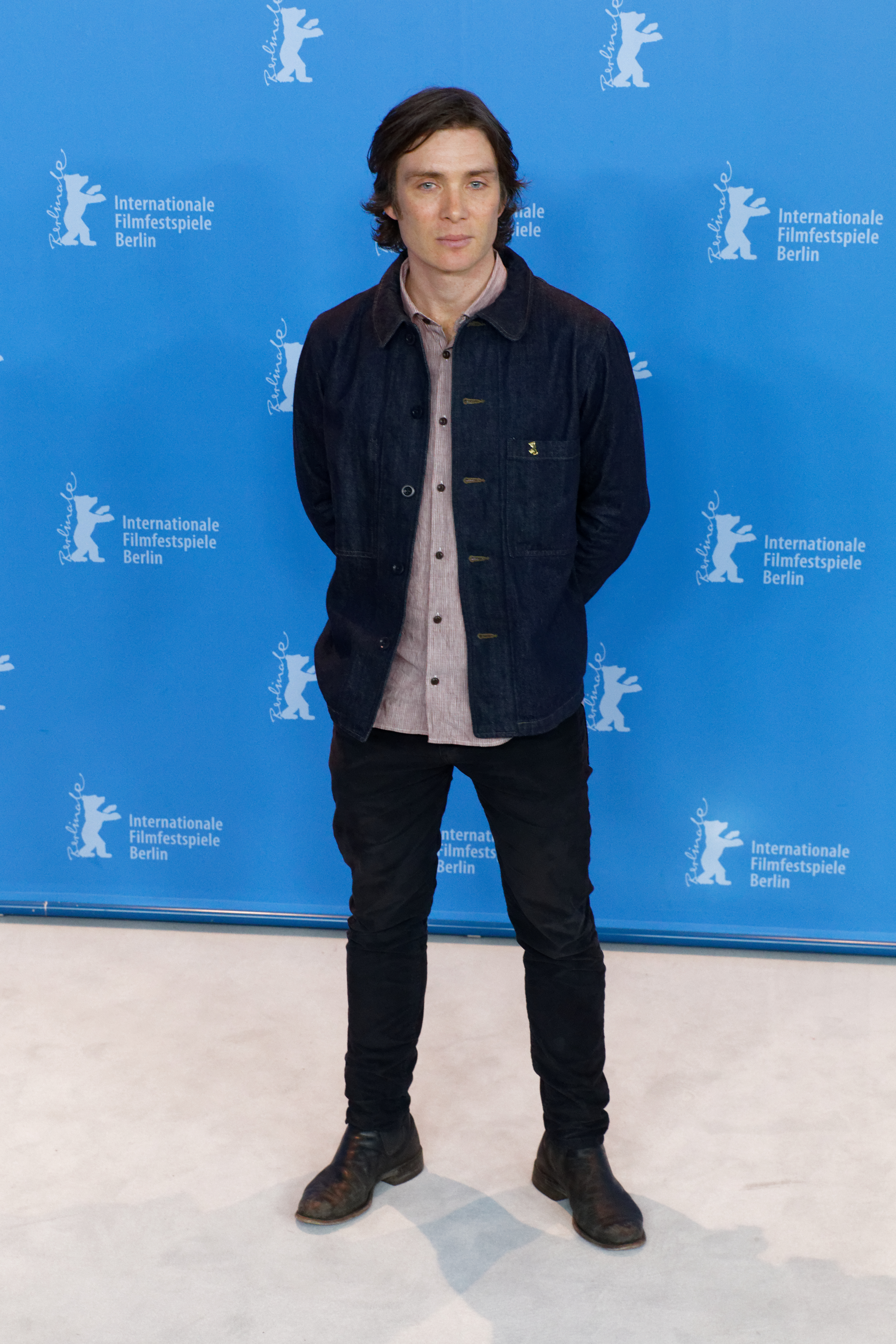
На прем'єрі фільму «Вечірка», Берлінський міжнародний кінофестиваль 2017

У наступному році Мерфі знявся у стрічці Кена Лоуча «Вітер, що гойдає ячмінь» (2006). Фільм виграв Золоту пальмову гілку в 2006 році на Каннському кінофестивалі. Мерфі продовжував виконувати ролі в декількох фільмах, а також грав роль Страшили в Крістофера Нолана «Темний лицар» (2008). Цей режисер відомий роботою з акторами в декількох фільмах одночасно, він дав Мерфі роль Роберта Фішера — молодого спадкоємця багатомільярдної імперії у фільмі «Початок» (2010).
Мерфі продовжував з'являтися у фільмах високого профілю «Час» (2011), «Червоні вогні» (2012) і «Темний лицар повертається» (2012), останньому фільмі у трилогії про Бетмена Крістофера Нолана.
У 2020 році Мерфі був визнаний одним із найкращих ірландських акторів усіх часів за версією газети The Irish Times.
Співробітництво з Ноланом продовжилось в біографічному трилері «Оппенгеймер», де Мерфі зіграв науковця Роберта Оппенгеймера. Фільм став шостою спільною роботою Нолана і Мерфі, і першою, де Мерфі зіграв головну роль. Щоб підготуватися до ролі, Мерфі значно схуд, щоб відповідати майже виснаженому вигляду Оппенгеймера, ретельно дослідив життя Оппенгеймера та надихався зовнішністю Девіда Боуї у 1970-х.
Випущений у 2023 році, фільм зібрав понад $955 мільйонів у всьому світі та отримав позитивні відгуки від критиків. Гра Мерфі була високо оцінена, як написав Ден Джолін з журналу Empire: «Пульсуючим ядром фільму є Мерфі в ролі Оппенгеймера, і він переконливий протягом усього фільму». За свою гру він став лауреатом всіх головних премій «сезону кінонагород»: «Оскар», «Золотий глобус» за найкращу чоловічу роль у кінодрамі, BAFTA та премії Гільдії кіноакторів.
Двічі грав головні ролі у драмах бельгійського режисера Тіма Мілантса — «Такі дрібниці» (2024) та «Стів» (2025).

## Особисте життя
У серпні 2004 року актор одружився зі своєю давньою подругою Івонн Макгіннесс, з якою до цього прожив 10 років. Вони жили в Дубліні до 2001 року, згодом переїхали до Лондона, щоб його дружина могла відвідувати Королівський коледж мистецтв. Через 14 років вони повернулися до Дубліна у 2015 році. У грудні 2005 року у пари народився первісток — син Малакі, а в липні 2007-го ще один син — Арон.
Мерфі виховувався католиком. Він заявив, що був схильний до агностицизму, допоки не зіграв фізика та астронавта у фільмі 2007 року «Пекло», після чого його погляди змістилися до атеїзму. У 2019 році він сказав, що католицька віра все ще формує його мораль.

## Публічність і громадська діяльність
Актор відомий своєю непублічністю в Інтернеті. Він навмисно практикує спосіб життя, який не буде цікавити таблоїди: «Я не створюю навколо себе ніяких скандалів, я не сплю з усіма підряд, я не напиваюсь до падінь» — казав Мерфі. Він воліє не говорити про своє життя поза акторською діяльністю і не з'являвся на жодних телевізійних ток-шоу до 2010 року. Інтровертний характер Мерфі та відсутність інтересу до соціальних мереж спонукали кількох шанувальників створювати меми про його відсторонену поведінку в інтерв'ю для преси. У 2017 році, коли його запитали його думку про мем «Розчарований Кілліан Мерфі», він відповів: «Що таке мем?».
У 2015 Мерфі був названий одним із 50 найкращих одягнених чоловіків у світі за версією GQ, а у 2024 році він був оголошений новим обличчям Versace.
Мерфі підтримав ірландський референдум 2018 року про скасування восьмої поправки до конституції, яка обмежила доступ до абортів, закликав чоловіків підтримувати жінок та голосувати на користь референдуму.

## Фільмографія
| Рік       |    | Українська назва                | Оригінальна назва               | Роль                       |
| --------- | -- | ------------------------------- | ------------------------------- | -------------------------- |
| 1997      | кф | Квандо                          | Quando                          | Пет                        |
| 1998      | ф  | Казка про Світі Баррета         | The Tale of Sweety Barrett      | бармен                     |
| 1999      | кф | Виселення                       | Eviction                        | Брендан Макбрайд           |
| 1999      | ф  | Сонячний опік                   | Sunburn                         | Девін МакДербі             |
| 1999      | кф | На порозі смерті                | At Death's Door                 | Грім Ріппер-молодший       |
| 1999      | ф  | У липні 1916: битва на Соммі    | The Trench                      | Рег Руквуд                 |
| 2000      | кф | Філіан ан Фелл                  | Filleann an Feall               | Гер                        |
| 2000      | кф | Чоловік кількох слів            | A Man of Few Words              | Best man                   |
| 2001      | ф  | На межі                         | On the Edge                     | Джонатан                   |
| 2001      | с  | Дороги, які ми обираємо         | The Way We Live Now             | Пол (4 епізоди)            |
| 2001      | ф  | Як Гаррі перетворився на дерево | How Harry Became a Tree         | Ґас                        |
| 2001      | ф  | Диско свині                     | Disco Pigs                      | Даррен                     |
| 2001      | кф | Спостерігачі                    | Watchmen                        | Філ                        |
| 2002      | ф  | 28 днів потому                  | 28 Days Later                   | Джим                       |
| 2003      | ф  | Розрив                          | Intermission                    | Джон                       |
| 2003      | ф  | Дівчина з перлинною сережкою    | Girl with a Pearl Earring       | Пітер                      |
| 2003      | ф  | Холодна гора                    | Cold Mountain                   | Бардольф                   |
| 2003      | кф | Зонад                           | Zonad                           | Ґай Хендріксон             |
| 2005      | ф  | Бетмен: Початок                 | Batman Begins                   | Джонатан Крейн / Опудало   |
| 2005      | ф  | Нічний рейс                     | Red Eye                         | Джексон Ріппнер            |
| 2005      | ф  | Сніданок на Плутоні             | Breakfast on Pluto              | Патрік «Кітен» Брейден     |
| 2006      | кф | Тихе місто                      | The Silent City                 | солдат                     |
| 2006      | ф  | Вітер, що гойдає верес          | The Wind That Shakes the Barley | Де́м'єн О'Донован           |
| 2007      | ф  | Пекло                           | Sunshine                        | Роберт Капа                |
| 2007      | ф  | Надивившись детективів          | Watching the Detectives         | Нейл                       |
| 2008      | ф  | Темний лицар                    | The Dark Knight                 | Джонатан Крейн / Опудало   |
| 2008      | ф  | Заборонене кохання              | The Edge of Love                | Вільям Кіллік              |
| 2009      | ф  | Щедрість Перр'є                 | Perrier's Bounty                | Майкл Маккрі               |
| 2009      | кф | Вода                            | The Water                       | син                        |
| 2010      | ф  | Пікок                           | Peacock                         | Джон та Емма Скіллпи       |
| 2010      | ф  | Початок                         | Inception                       | Роберт Фішер               |
| 2010      | ф  | Трон: Спадок                    | Tron: Legacy                    | Едвард Діллінджер-молодший |
| 2011      | ф  | Відступ                         | Retreat                         | Мартін                     |
| 2011      | ф  | Час                             | In Time                         | Леон                       |
| 2012      | ф  | Червоні вогні                   | Red Lights                      | Том Баклі                  |
| 2012      | ф  | Зламані                         | Broken                          | Майк                       |
| 2012      | ф  | Темний лицар повертається       | The Dark Knight Rises           | Джонатан Крейн / Опудало   |
| 2014      | ф  | Кричи/Літай                     | Aloft                           | Іван                       |
| 2014      | ф  | Перевага                        | Transcendence                   | Б'юкенен                   |
| 2015      | ф  | У серці моря                    | In the Heart of the Sea         | Метью Джой                 |
| 2016      | ф  | Антропоїд                       | Anthropoid                      | Йозеф Ґабчик               |
| 2016      | ф  | Перестрілка                     | Free Fire                       | Кріс                       |
| 2017      | ф  | Вечірка                         | The Party                       | Том                        |
| 2017      | ф  | Дюнкерк                         | Dunkirk                         | контужений солдат          |
| 2018      | ф  | Злочинний сезон                 | The Delinquent Season           | Джим                       |
| 2019      | ф  | Анна                            | Anna                            | Ленні Міллер               |
| 2020      | ф  | Тихе місце 2                    | A Quiet Place: Part II          | Еммет                      |
| 2013—2022 | с  | Гострі картузи                  | Peaky Blinders                  | Томас Шелбі (6 сезонів)    |
| 2023      | ф  | Оппенгеймер                     | Oppenheimer                     | Роберт Оппенгеймер         |
| 2024      | ф  | Такі дрібниці                   | Small Things Like These         | Білл Фурлонг               |
| 2025      | ф  | Стів                            | Steve                           | Стів                       |
| 2026      | ф  | 28 років потому: Кістяний храм  | 28 Years Later: The Bone Temple | Джим                       |
|           | ф  | Безсмертна людина               | The Immortal Man                | Томас Шелбі                |

## Нагороди
| Нагорода                   | Рік  | Категорія                                   | Фільм                   | Результат | Пос    |
| -------------------------- | ---- | ------------------------------------------- | ----------------------- | --------- | ------ |
| Оскар                      | 2024 | Найкраща чоловіча роль                      | Оппенгеймер             | Перемога  | [ 30 ] |
| Премія БАФТА               | 2024 | Найкраща чоловіча роль                      | Оппенгеймер             | Перемога  | [ 31 ] |
| Премія БАФТА у телебаченні | 2023 | Найкраща чоловіча роль                      | Гострі картузи          | Номінація | [ 32 ] |
| Золотий глобус             | 2006 | Найкраща чоловіча роль — комедія або мюзикл | Сніданок на Плутоні     | Номінація | [ 33 ] |
| Золотий глобус             | 2024 | Найкраща чоловіча роль — драма              | Оппенгеймер             | Перемога  | [ 33 ] |
| Премія Гільдії кіноакторів | 2024 | Найкраща чоловіка роль                      | Оппенгеймер             | Перемога  | [ 34 ] |
| Премія Гільдії кіноакторів | 2024 | Найкращий акторський склад в ігровому кіно  | Оппенгеймер             | Перемога  | [ 34 ] |
| Європейський кіноприз      | 2006 | Найкращий актор                             | Сніданок на Плутоні     | Номінація | [ 35 ] |
| Європейський кіноприз      | 2006 | Найкращий актор                             | Вітер, що гойдає ячмінь | Номінація | [ 35 ] |